# Lista de vereadores de Saudade do Iguaçu
Esta é a lista de vereadores do município paranaense de Saudade do Iguaçu, estado brasileiro do Paraná.
A Câmara Municipal de Saudade do Iguaçu, é formada por nove representantes. O auditório principal chama-se Plenário Vereador Ângelo Zanesco.

## 8ª Legislatura (2021–2024)
Estes são os vereadores eleitos nas eleições de 15 de novembro de 2020, pelo período de 1º de janeiro de 2021 a 31 de dezembro de 2024:
|   | Nome                                                                                        | Partido                                | Votos | %    | Observações                                                  |
| - | ------------------------------------------------------------------------------------------- | -------------------------------------- | ----- | ---- | ------------------------------------------------------------ |
| 1 | Celso Giacomini (Salto Veloso, 05.02.1967–)                                                 | Partido Verde (PV)                     | 341   | 8,11 | 2º mandato                                                   |
| 2 | Henrique dos Santos (Coronel Vivida, 02.09.1965–)                                           | Partido Social Democrático (PSD)       | 247   | 5,87 | 3º mandato                                                   |
| 3 | Auri Bitencourt da Silva (Chopinzinho, 13.03.1961–)                                         | Movimento Democrático Brasileiro (MDB) | 232   | 5,52 | 6º mandato                                                   |
| 4 | Felipe Forgiarini (2023-2024) (Chopinzinho, 28.01.1991–)                                    | Partido Social Democrático (PSD)       | 230   | 5,47 | 1º mandato                                                   |
| 5 | Luís Fernando Vedana, Dr. Vedana (Caiçara, 15.08.1991–)                                     | Partido Democrático Trabalhista (PDT)  | 214   | 5,09 | 1º mandato                                                   |
| 6 | Valdir Bageston de Ramos, Dego (Chopinzinho, 17.05.1964–)                                   | Partido Democrático Trabalhista (PDT)  | 188   | 4,47 | 1º mandato                                                   |
| 7 | José Carlos de Assis, Bilão (Capitão Leônidas Marques, 22.08.1976– Chopinzinho, 29.07.2022) | Partido dos Trabalhadores (PT)         | 171   | 4,07 | 1º mandato Falecido durante o mandato                        |
| 8 | Setembrino Nath, Bino (Itapejara do Oeste, 02.09.1966–)                                     | Movimento Democrático Brasileiro (MDB) | 156   | 3,71 | 3º mandato                                                   |
| 9 | Josemar Antonio Cemin (2021-2022) (Chopinzinho, 02.01.1985–)                                | Partido Verde (PV)                     | 132   | 3,14 | 3º mandato                                                   |
| — | Clayton Jonathan Bitencourt, Banha (São João, 05.04.1977–)                                  | Partido dos Trabalhadores (PT)         | 109   | 2,59 | 1º mandato Assumiu em 01.08.2022 na vaga de José C. de Assis |

## 7ª Legislatura (2017–2020)
Estes são os vereadores eleitos na eleições de 2 de outubro de 2016, pelo período de 1º de janeiro de 2017 a 31 de dezembro de 2020:
|   | Nome                                                                            | Partido                                            | Votos | %    | Observações |
| - | ------------------------------------------------------------------------------- | -------------------------------------------------- | ----- | ---- | ----------- |
| 1 | Irineu Antonio Peruzzo (2017) (Constantina, 18.02.1965–Chopinzinho, 13.05.2021) | Partido Progressista (PP)                          | 325   | 7,51 | 5º mandato  |
| 2 | Ademir Demarchi, Nenê (São João, 16.02.1968–)                                   | Partido Socialista Brasileiro (PSB)                | 282   | 6,51 | 3º mandato  |
| 3 | Sueli Civa Bochio, Neca (Soledade, 08.03.1963–)                                 | Partido Social Democrático (PSD)                   | 281   | 6,49 | 3º mandato  |
| 4 | Neidelar Vicente Bocalon (2018) (Chopinzinho, 31.05.1965–)                      | Partido da República (PR)                          | 259   | 5,98 | 1º mandato  |
| 5 | Auri Bitencourt da Silva (2019) (Chopinzinho, 13.03.1961–)                      | Partido do Movimento Democrático Brasileiro (PMDB) | 253   | 5,84 | 5º mandato  |
| 6 | Josemar Antonio Cemin (Chopinzinho, 02.01.1985–)                                | Partido Verde (PV)                                 | 223   | 5,15 | 2º mandato  |
| 7 | Eguinaldo Paulo Piaia (Chopinzinho, 23.01.1975–)                                | Partido da Mobilização Nacional (PMN)              | 221   | 5,11 | 1º mandato  |
| 8 | Gilberto Morando (Chopinzinho, 06.03.1980–)                                     | Partido da Mobilização Nacional (PMN)              | 218   | 5,04 | 1º mandato  |
| 9 | Setembrino Nath, Bino (2020) (Itapejara do Oeste, 02.09.1966–)                  | Partido do Movimento Democrático Brasileiro (PMDB) | 215   | 4,97 | 2º mandato  |

## 6ª Legislatura (2013–2016)
Estes são os vereadores eleitos na eleições de 7 de outubro de 2012, pelo período de 1º de janeiro de 2013 a 31 de dezembro de 2016:
|   | Nome                                                                     | Partido                                            | Votos | %    | Observações |
| - | ------------------------------------------------------------------------ | -------------------------------------------------- | ----- | ---- | ----------- |
| 1 | Josemar Antonio Cemin (2015-2016) (Chopinzinho, 02.01.1985–)             | Partido Verde (PV)                                 | 280   | 7,76 | 1º mandato  |
| 2 | Ademir Demarchi (2013) (São João, 16.02.1968–)                           | Partido Progressista (PP)                          | 234   | 6,48 | 2º mandato  |
| 3 | Neidelar Vicente Bocalon (Chopinzinho, 31.05.1965–)                      | Partido da República (PR)                          | 212   | 5,87 | 1º mandato  |
| 4 | Irineu Antonio Peruzzo (Constantina, 18.02.1965–Chopinzinho, 13.05.2021) | Partido Progressista (PP)                          | 204   | 5,65 | 4º mandato  |
| 5 | João Rodolfo da Costa (São Jorge d'Oeste, 26.02.1970–)                   | Partido Verde (PV)                                 | 197   | 5,46 | 1º mandato  |
| 6 | Auri Bitencourt da Silva (Chopinzinho, 13.03.1961–)                      | Partido dos Trabalhadores (PT)                     | 187   | 5,18 | 4º mandato  |
| 7 | Setembrino Nath, Bino (Itapejara do Oeste, 02.09.1966–)                  | Partido do Movimento Democrático Brasileiro (PMDB) | 175   | 4,85 | 1º mandato  |
| 8 | Sueli Civa Bochio, Neca (2014) (Soledade, 08.03.1963–)                   | Partido Social Democrático (PSD)                   | 168   | 4,65 | 2º mandato  |
| 9 | Maria do Carmo Bochio, Maninha (Constantina, 17.04.1968–)                | Partido Social Cristão (PSC)                       | 162   | 4,49 | 1º mandato  |

## 5ª Legislatura (2009–2012)
Estes são os vereadores eleitos na eleições de 5 de outubro de 2008, pelo período de 1º de janeiro de 2009 a 31 de dezembro de 2012:
|   | Nome                                                                                 | Partido                               | Votos | %    | Observações |
| - | ------------------------------------------------------------------------------------ | ------------------------------------- | ----- | ---- | ----------- |
| 1 | Ademir Demarchi, Nenê (São João, 16.02.1968–)                                        | Partido Progressista (PP)             | 315   | 9,31 | 1º mandato  |
| 2 | Irineu Antonio Peruzzo (2009-2010) (Constantina, 18.02.1965–Chopinzinho, 13.05.2021) | Partido Progressista (PP)             | 294   | 8,69 | 3º mandato  |
| 3 | Lindomar Mendes, Bianco Mendes (São Lourenço do Oeste, 21.03.1960–)                  | Partido Popular Socialista (PPS)      | 233   | 6,89 | 2º mandato  |
| 4 | Celso Giacomini (Salto Veloso, 05.02.1967–)                                          | Partido dos Trabalhadores (PT)        | 230   | 6,80 | 1º mandato  |
| 5 | Sueli Civa Bochio, Neca (2012) (Soledade, 08.03.1963–)                               | Democratas (DEM)                      | 194   | 5,73 | 1º mandato  |
| 6 | Auri Bitencourt da Silva (Chopinzinho, 13.03.1961–)                                  | Partido dos Trabalhadores (PT)        | 175   | 5,17 | 3º mandato  |
| 7 | Dirceo Moreira (2011) (Campos Novos, 23.01.1955–)                                    | Partido Democrático Trabalhista (PDT) | 167   | 4,93 | 2º mandato  |
| 8 | Henrique dos Santos (Coronel Vivida, 02.09.1965–)                                    | Partido da República (PR)             | 159   | 4,70 | 2º mandato  |
| 9 | Vanderlei Fabris (Anita Garibaldi, 26.11.1968–)                                      | Partido Trabalhista Brasileiro (PTB)  | 155   | 4,58 | 3º mandato  |

## 4ª Legislatura (2005–2008)
Estes são os vereadores eleitos nas eleições de 3 de outubro de 2004, pelo período de 1º de janeiro de 2005 a 31 de dezembro de 2008:
|   | Nome                                                                            | Partido                                            | Votos | %    | Observações |
| - | ------------------------------------------------------------------------------- | -------------------------------------------------- | ----- | ---- | ----------- |
| 1 | Irineu Antonio Peruzzo (2005) (Constantina, 18.02.1965–Chopinzinho, 13.05.2021) | Partido Progressista (PP)                          | 213   | 6,94 | 2º mandato  |
| 2 | Dirceo Moreira (Campos Novos, 23.01.1955–)                                      | Partido Democrático Trabalhista (PDT)              | 202   | 6,58 | 1º mandato  |
| 3 | Auri Bitencourt da Silva (Chopinzinho, 13.03.1961–)                             | Partido dos Trabalhadores (PT)                     | 198   | 6,45 | 2º mandato  |
| 4 | Loreci Schwade, Loreci Zanetti (Chopinzinho, 13.08.1974–)                       | Partido do Movimento Democrático Brasileiro (PMDB) | 182   | 5,93 | 1º mandato  |
| 5 | Lindomar Mendes, Bianco Mendes (São Lourenço do Oeste, 21.03.1960–)             | Partido Popular Socialista (PPS)                   | 179   | 5,83 | 1º mandato  |
| 6 | Vanderlei Fabris (2007-2008) (Anita Garibaldi, 26.11.1968–)                     | Partido Trabalhista Brasileiro (PTB)               | 174   | 5,67 | 2º mandato  |
| 7 | Arvelindo Bonomi (Treviso, 20.04.1959–)                                         | Partido do Movimento Democrático Brasileiro (PMDB) | 151   | 4,92 | 1º mandato  |
| 8 | Henrique dos Santos (2006) (Coronel Vivida, 02.09.1965–)                        | Partido Trabalhista Brasileiro (PTB)               | 144   | 4,69 | 1º mandato  |
| 9 | Dirceu Francisco Camello (São Lourenço do Oeste, 04.08.1959–??, 24.04.2015)     | Partido do Movimento Democrático Brasileiro (PMDB) | 139   | 4,53 | 1º mandato  |

## 3ª Legislatura (2001–2004)
Estes são os vereadores eleitos nas eleições de 1º de outubro de 2000, pelo período de 1º de janeiro de 2001 a 31 de dezembro de 2004:
|   | Nome                                                                     | Partido                                            | Votos | %    | Observações |
| - | ------------------------------------------------------------------------ | -------------------------------------------------- | ----- | ---- | ----------- |
| 1 | Irineu Antonio Peruzzo (Constantina, 18.02.1965–Chopinzinho, 13.05.2021) | Partido Progressista Brasileiro (PPB)              | 239   | 9,17 | 1º mandato  |
| 2 | Azenir dos Santos Cambruzzi (2001-2002) (??, 19.08.1955–)                | Partido da Social Democracia Brasileira (PSDB)     | 182   | 6,98 | 3º mandato  |
| 3 | Arlindo Faust (2003-2004) (??, 03.11.1950–)                              | Partido Democrático Trabalhista (PDT)              | 174   | 6,67 | 2º mandato  |
| 4 | Auri Bitencourt da Silva (Chopinzinho, 13.03.1961–)                      | Partido Democrático Trabalhista (PDT)              | 157   | 6,02 | 1º mandato  |
| 5 | Vanderlei Fabris (Anita Garibaldi, 26.11.1968–)                          | Partido Trabalhista Brasileiro (PTB)               | 153   | 5,87 | 1º mandato  |
| 6 | Jacinto Rosalino Mendes (Lauro Müller, 05.05.1949–)                      | Partido do Movimento Democrático Brasileiro (PMDB) | 137   | 5,26 | 2º mandato  |
| 7 | Antonio Luiz Hartmann (??, 24.05.1958–)                                  | Partido da Frente Liberal (PFL)                    | 136   | 5,22 | 1º mandato  |
| 8 | Nilso Fabris (Anita Garibaldi, 25.02.1971–)                              | Partido do Movimento Democrático Brasileiro (PMDB) | 130   | 4,99 | 2º mandato  |
| 9 | Ada Pasquali Confortin (Constantina, 20.05.1956–??, 02.03.2015)          | Partido da Social Democracia Brasileira (PSDB)     | 126   | 4,83 | 1º mandato  |

## 2ª Legislatura (1997–2000)
Estes são os vereadores eleitos nas eleições de 3 de outubro de 1996, pelo período de 1º de janeiro de 1997 a 31 de dezembro de 2000:
|   | Nome                                                              | Partido                                            | Votos | %    | Observações |
| - | ----------------------------------------------------------------- | -------------------------------------------------- | ----- | ---- | ----------- |
| 1 | Azenir dos Santos Cambruzzi (??, 19.08.1955–)                     | Partido Progressista Brasileiro (PPB)              | 210   | 9,16 | 2º mandato  |
| 2 | Nilcio Bitencourt da Silva (1999-2000) (Chopinzinho, 25.12.1959–) | Partido Trabalhista Brasileiro (PTB)               | 193   | 8,42 | 2º mandato  |
| 3 | Arlindo Faust (??, 03.11.1950–)                                   | Partido da Social Democracia Brasileira (PSDB)     | 191   | 8,33 | 1º mandato  |
| 4 | Euclides Gallina (??, 19.10.1944–)                                | Partido Democrático Trabalhista (PDT)              | 185   | 8,07 | 2º mandato  |
| 5 | Ângelo Zanesco (??, 25.01.1940–)                                  | Partido Democrático Trabalhista (PDT)              | 167   | 7,28 | 1º mandato  |
| 6 | Jacinto Rosalino Mendes (Lauro Müller, 05.05.1949–)               | Partido do Movimento Democrático Brasileiro (PMDB) | 156   | 6,80 | 1º mandato  |
| 7 | Nilso Fabris (Anita Garibaldi, 25.02.1971–)                       | Partido do Movimento Democrático Brasileiro (PMDB) | 151   | 6,58 | 1º mandato  |
| 8 | Francisco Avelino Bochio (1997-1998) (Constantina, 20.07.1952–)   | Partido da Frente Liberal (PFL)                    | 150   | 6,54 | 2º mandato  |
| 9 | Tranquilo Berra (Guaporé, 04.05.1937–)                            | Partido dos Trabalhadores (PT)                     | 109   | 4,75 | 1º mandato  |

## 1ª Legislatura (1993–1996)
Estes são os vereadores eleitos nas eleições de 3 de outubro de 1992, pelo período de 1º de janeiro de 1993 a 31 de dezembro de 1996:
|   | Nome                                                                       | Partido                                            | Votos | Observações |
| - | -------------------------------------------------------------------------- | -------------------------------------------------- | ----- | ----------- |
| 1 | Gilmar Bertoldi (1993-1994) (Chopinzinho, 10.08.1967–)                     | Partido do Movimento Democrático Brasileiro (PMDB) | 163   | 1º mandato  |
| 2 | Nilcio Bitencourt da Silva (Chopinzinho, 25.12.1959–)                      | Partido Trabalhista Brasileiro (PTB)               | 153   | 1º mandato  |
| 3 | Azenir dos Santos Cambruzzi (??, 19.08.1955–)                              | Partido da Frente Liberal (PFL)                    | 146   | 1º mandato  |
| 4 | Dirceo Moreira (Campos Novos, 23.01.1955–)                                 | Partido da Frente Liberal (PFL)                    | 127   | 1º mandato  |
| 5 | Francisco Avelino Bochio (1995-1996) (Constantina, 20.07.1952–)            | Partido da Frente Liberal (PFL)                    | 118   | 1º mandato  |
| 6 | Euclides Gallina (??, 19.10.1944–)                                         | Partido Democrático Trabalhista (PDT)              | 114   | 1º mandato  |
| 7 | Comercindo Verona (Salto Veloso, 26.06.1948–Saudade do Iguaçu, 29.06.2020) | Partido do Movimento Democrático Brasileiro (PMDB) | 112   | 1º mandato  |
| 8 | Lucir Antonio Confortin                                                    | Partido Social Trabalhista (PST)                   | 107   | 1º mandato  |
| 9 | Cypriano Bett                                                              | Partido do Movimento Democrático Brasileiro (PMDB) | 87    | 1º mandato  |

## Legenda
| cor  | significado          |
| Bege | Presidente da Câmara |
| Azul | Suplente             |